# Janusz Maksymiuk
Janusz Roman Maksymiuk (ur. 19 stycznia 1947 w Janówce) – polski polityk, przedsiębiorca, inżynier rolnik, działacz związkowy, poseł na Sejm I, II i V kadencji (1991–1997, 2005–2007).

## Życiorys

### Wykształcenie i praca zawodowa
W 1975 ukończył studia na Wydziale Rolniczym Akademii Rolniczej we Wrocławiu. Od 1965 do 1980 pracował w państwowym rolnictwie na stanowiskach: stażysta, kierownik, specjalista. W 1980 został dyrektorem PGR w Karpaczu, a następnie dyrektorem Kombinatu Rolniczego w Oleśnicy. Przez dwie kadencje zasiadał w radzie narodowej tego miasta. Od 1980 prowadził także wielkoobszarowe gospodarstwo rolne w Paczkowie. Był współwłaścicielem firmy usługowej. Pełnił również funkcję prezesa rady nadzorczej Rolniczego Towarzystwa Gospodarczego „Polkar”.
W latach 1994–1995 zasiadał w radzie Fundacji Pro Civili. Od 2001 do 2002 pełnił funkcję zastępcy dyrektora oddziału Elewarru w Kępnie. W lipcu 2006 wszedł w skład rady programowej TVP, w której zasiadał do listopada 2010. W listopadzie 2010 zasiadł w radzie nadzorczej spółki Gold Max.

### Działalność polityczna
W latach 1975–1990 należał do Polskiej Zjednoczonej Partii Robotniczej. W 1989 z jej rekomendacji bez powodzenia ubiegał się o mandat poselski w wyborach do Sejmu kontraktowego z tzw. listy krajowej. Wcześniej uczestniczył po tzw. stronie rządowo-koalicyjnej w obradach Okrągłego Stołu w podzespole do spraw rolnictwa. W 1991 został w okręgu wrocławskim wybrany na posła na Sejm I kadencji z listy Koalicji Polskie Stronnictwo Ludowe – Sojusz Programowy (jako kandydat bezpartyjny, reprezentujący Kółka Rolnicze), a w 1993 uzyskał, liczbą 2318 głosów, reelekcję z ramienia Sojuszu Lewicy Demokratycznej (również jako bezpartyjny, rekomendowany przez SdRP). Zasiadał w Komisji Rolnictwa i Gospodarki Żywnościowej. W okresie 1995–1998 kierował Naczelną Radą Zatrudnienia.
Od 1989 do 1999 przewodniczył Radzie Głównej Krajowego Związku Rolników, Kółek i Organizacji Rolniczych. Doprowadził do porozumienia związku z ZZR „Samoobrona”, polegającego m.in. na wspólnych akcjach protestacyjnych przeciwko rządowi Jerzego Buzka. W latach 1999–2001 przewodniczył Radzie Dolnośląskiej Kółek Rolniczych.
Przed wyborami parlamentarnymi w 2001 kierował komitetem wyborczym Samoobrony RP. Następnie został doradcą przewodniczącego tej partii Andrzeja Leppera oraz dyrektorem biura krajowego Samoobrony RP w Warszawie. W 2005 liczbą 7384 głosów z jej listy po raz trzeci uzyskał w okręgu krośnieńskim mandat poselski. Pełnił funkcję wiceprzewodniczącego Komisji Regulaminowej i Spraw Poselskich. Zasiadał też w Komisji Kultury i Środków Przekazu.
W latach 2005–2007 był wiceprzewodniczącym klubu parlamentarnego Samoobrony RP. W czerwcu 2006 został też przewodniczącym rady wojewódzkiej ugrupowania na Opolszczyźnie. We wrześniu 2006 odegrał istotną rolę w tzw. aferze taśmowej. Z jego inicjatywy dziennikarze Teraz my! skontaktowali się posłanką Renatą Beger, która wzięła udział w prowokacji przy użyciu ukrytej kamery. W wyborach w 2007 bez powodzenia ubiegał się o reelekcję (dostał 1807 głosów).
W listopadzie 2007 zrezygnował z zasiadania w prezydium Samoobrony RP. Powrócił natomiast na stanowisko dyrektora jej biura krajowego. W marcu 2009 objął też funkcję wiceprzewodniczącego Związku Zawodowego Rolnictwa „Samoobrona”. W styczniu 2010 współtworzył ugrupowanie Nasz Dom Polska – Samoobrona Andrzeja Leppera, zostając członkiem jego prezydium. W maju 2011 został wybrany w skład rady krajowej tej partii.
W wyborach parlamentarnych w 2011 bez powodzenia kandydował do Sejmu z listy tego ugrupowania (otrzymał 92 głosy). Odszedł z partii, a następnie został wykluczony ze Związku Zawodowego Rolnictwa „Samoobrona” z uwagi na wspieranie Ruchu Palikota w kampanii wyborczej.

### Postępowania karne
W marcu 2007 warszawski sąd rejonowy skazał go na karę 10 miesięcy pozbawienia wolności z warunkowym zawieszeniem jej wykonania na trzyletni okres próby i grzywnę za sfałszowanie dokumentów.
W listopadzie 2008 prokurator Prokuratury Krajowej skierował przeciwko niemu akt oskarżenia, zarzucając mu m.in. ukrywanie majątku w kwocie ok. 5,5 mln zł, zatajanie przed wierzycielami sprzedaży gruntów oraz składanie fałszywych zeznań w postępowaniu sądowym.
26 czerwca 2009 został uznany przez wrocławski Sąd Okręgowy tzw. kłamcą lustracyjnym. Wyrok ten został jednak 25 listopada 2009 uchylony przez Sąd Apelacyjny, a sprawa skierowana do ponownego rozpoznania.

## Odznaczenia i wyróżnienia
W listopadzie 1997 prezydent Aleksander Kwaśniewski odznaczył go Złotym Krzyżem Zasługi. W 2007 został doktorem honoris causa Międzyregionalnej Akademii Zarządzania Personelem w Kijowie.

## Życie prywatne
Jest rozwiedziony, ma dwie córki.